# Ali Kand
Ali Kand – wieś w Iranie, w ostanie Azerbejdżan Zachodni, w szahrestanie Bukan. W 2006 roku liczyła 139 mieszkańców.